# 双港镇 (天津市)
双港镇，是中华人民共和国天津市津南区下辖的一个镇。双港镇的“港”字目前并无固定读音，学术界对此亦抱有争议，津南区地名志、地铁双港站主张采用普通话标准gǎng，而公交系统以及多数媒体记者则支持冀东方言念法，读作jiǎng。

## 历史沿革
- 1949年后，先后归属于河北省天津县第四区、第一区、第九区，天津市东郊区、西郊区、河西区、南郊区。
- 1983年6月，撤社建乡。
- 1992年12月，撤乡建镇。

## 行政区划
双港镇下辖以下地区：
鑫港园社区、仁和园社区、河畔星城社区、柳林社区、福港园社区、善和园社区、林景家园社区、格林社区、领世郡社区、桃园社区、御荣联社区、格林第二社区、领世郡第二社区、十八局社区、领仕港湾社区、何庄子村、宋庄子村、黄庄子村、芦庄子村、李楼村、小辛庄村、桃源沽村、双港村、海河湾村、南马集村、北马集村、先锋村、郭黄庄村、前三合村、后三合村、西三合村和天津双港工业园区社区。